# Dirrrty Franz & die b-Side Boyz
Dirrrty Franz & die b-Side Boyz ist eine vierköpfige deutsche Musikgruppe. Sie formierte sich Anfang 2005 im hessischen Taunus. Stilistisch ist das Projekt noch dem Deutsch-Crunk zuzuordnen. Texte, die thematisch im Wesentlichen überspitzt und ironisch die Interessen der eigenen Generation behandeln, etwa Partys, übermäßigen Alkoholkonsum, Fußball oder das weibliche Geschlecht. Diese wurden mit bewusst auf einfacherem Produktionsniveau gehaltenen Eurodance-Rhythmen unterlegt. Kurzzeitige Bekanntheit erlangte die Band im Vorfeld der Fußball-Weltmeisterschaft 2006 mit der Single Weltmeister.
Zwischenzeitlich hat sich der typische Sound der ersten beiden Veröffentlichungen weitestgehend gewandelt und stellt zurzeit eine variable Mixtur aus Crunk, Techno, Punk/Rock, HipHop, Pop und Eurodance dar.

## Bandgeschichte
Gegründet wurde die Band von dem Musikproduzenten und Rapper Dirrrty Franz (Patrick Van Hecke) und den Musikern Lil' Joe und Grand Sam. Mit dem Namen ihres Projekts spielten die drei auf den US-amerikanischen Rapper Lil Jon & The East Side Boys an. Grand Sam verließ  jedoch vor der ersten Veröffentlichung die Gruppe und wurde durch Killa Karl und Jiggy Pot ersetzt.
Im Vorfeld der in Deutschland ausgetragenen Fußball-Weltmeisterschaft 2006 entstand in Zusammenarbeit mit dem Offenbacher Produzententeam Nachtwandler die Single Weltmeister. Die Produktion folgte der Formel von zahlreichen anderen in diesem Jahr auf den Markt gekommenen, die im Stil von Fangesängen die deutsche Fußballnationalmannschaft unterstützen sollten. Die Single wurde Mitte Mai 2006 über Wahnsinn Records veröffentlicht, einem Sub-Label von Kontor Records bzw. Edel Records. Sie erreichte Platz 97 der deutschen Single Top 100 und hielt sich dort eine Woche.
Im Februar des Jahres 2007, als Deutschland die Handball-Weltmeisterschaft gewinnen konnte, veröffentlichte die Band auf ihrer Homepage eine abgewandelte Version von Weltmeister, die kostenlos zum Download angeboten wurde. Anfang März 2007 brachte die Band die in Eigenregie produzierte Single Idstein Baby heraus, eine Hymne an ihre Heimatstadt, die unter anderem im Souvenirshop der Stadt Idstein erhältlich ist. Am 11. Mai 2007 erschien das komplett von den Nachtwandlern produzierte Debütalbum Feier den Sound über das Label Musik für Massen. In der Vorweihnachtszeit 2007 startete am 1. Dezember eine Adventskalender-Aktion auf der Bandhomepage, bei der die Band bis Heiligabend jeden Tag ein unveröffentlichtes Lied zum Gratis-Download anbot.
Zu Beginn der Fußball-Europameisterschaft 2008 gab es auf der Bandhomepage den Song Europameister zum kostenlosen Download. Am 13. Juni 2008 erschien der Nachfolger von Feier den Sound, eine EP namens Söhne der Nacht, die mit einer Spielzeit von rund 42 Minuten jedoch fast Albumlänge aufweist und über alkoPOP Entertainment veröffentlicht wurde. Auf dem am 28. September 2008 erschienenen offiziellen Eintracht-Frankfurt-Fan-Sampler 12 Vol. II ist die Band mit einer Neuinterpretation ihres Songs Anpfiff vom Debütalbum Feier den Sound vertreten. Am 6. Dezember 2008 wurde die auf 100 Exemplare limitierte exklusive Weihnachts-CD Gesammelte Weihnachtswerke herausgebracht, die nicht käuflich zu erwerben war, sondern ausschließlich auf ausgewählten Partys verschenkt wurde.
Die stilistische Weiterentwicklung der Band fand mit der Veröffentlichung des Albums Freibier am 8. Mai 2009 ihren vorläufigen Höhepunkt.
Das zweite Album ist im Vergleich zu dem Debüt aus dem Jahr 2007 musikalisch wesentlich vielfältiger geworden. Die Entwicklung geht zum einen zunehmend in den elektronischen Bereich, andererseits wurden fünf Songs in Zusammenarbeit mit dem Aspersing-Hosea-Gitarristen Florian Schmidt eingespielt und weisen Anleihen aus dem Metal- und Rockbereich auf. Der ursprünglich eng am amerikanischen Crunk angelehnte Sound wurde weitestgehend aufgegeben. Auch die thematische Vielfalt wurde gegenüber den vorherigen Veröffentlichungen erweitert, wenngleich die von dort gewohnten Themen weiterhin einen großen Stellenwert innehaben.
Vier Jahre nach der Veröffentlichung der Single Weltmeister griff die Band abermals die Fußball-Thematik auf und bot im Vorfeld der Fußball-Weltmeisterschaft 2010 eine drei Lieder umfassende Online-Single unter dem Titel Wir holen den Cup am Kap zum kostenlosen Download an.
Ende 2012 wurde bekannt, dass die Band einen Vertrag bei ZYX Music unterzeichnet hat und im Rahmen dessen zunächst ihre älteren Aufnahmen – z. T. überarbeitet und neu zusammengestellt – erneut veröffentlicht werden.

## Diskografie
EPs
- 2008: Söhne der Nacht (alkoPOP Entertainment)
- 2008: Gesammelte Weihnachtswerke (alkoPOP Entertainment)
- 2012: Gesammelte Weihnachtswerke (Re-Release auf ZYX Music)

Alben
- 2007: Feier den Sound (Musik für Massen)
- 2009: Freibier (alkoPOP Entertainment)
- 2012: Feier den Sound (Re-Release auf ZYX Music)
- 2014: Partyveteranen als Dirrrty Franz Band (ZYX Music)

Singles
- 2006: Weltmeister (Musik für Massen/Wahnsinn Records/edel)
- 2007: Idstein Baby (independent)
- 2010: Wir holen den Cup am Kap (alkoPOP Entertainment)
- 2012: Radiosong/Partytime (ZYX Music)
- 2013: Ich muss mit dir reden als Dirrrty Franz Band (ZYX Music)
- 2017: Wir leben noch (Redestoffmusik)
- 2017: Unser Haus/Unsere Regeln (Redestoffmusik)

Samplerbeiträge
- 2008: Anpfiff auf 12 Vol. II (Eintracht Frankfurt Fan CD) (Soccer Records)
- 2011: Gute Laune Wetter auf Dubsteppaz Worldwide (ZYX Music)